# (4369) Seifert
(4369) Seifert es un asteroide perteneciente al cinturón de asteroides, descubierto el 30 de julio de 1982 por Ladislav Brožek desde el Observatorio Kleť, České Budějovice, República Checa.

## Designación y nombre
Designado provisionalmente como 1982 OR. Fue nombrado Seifert en honor poeta y periodista checo Jaroslav Seifert.

## Características orbitales
Seifert está situado a una distancia media del Sol de 2,608 ua, pudiendo alejarse hasta 3,270 ua y acercarse hasta 1,947 ua. Su excentricidad es 0,253 y la inclinación orbital 11,82 grados. Emplea 1539 días en completar una órbita alrededor del Sol.

## Características físicas
La magnitud absoluta de Seifert es 11,9. Tiene 16,019 km de diámetro y su albedo se estima en 0,12. Está asignado al tipo espectral Xk según la clasificación SMASSII.